# Roque Júnior
José Vítor Roque Júnior (Santa Rita do Sapucaí, 31 augustus 1976), beter bekend als Roque Júnior, is een Braziliaans voormalig voetballer en voetbaltrainer.

## Voetballoopbaan
Hij was een Braziliaans verdediger die 52 interlands voor het Braziliaans voetbaleftal speelde en twee keer scoorde. Hij was ook onderdeel van de Braziliaanse selectie dat het wereldkampioenschap in 2002 won. Roque Júnior is een van de weinige spelers die zowel de CONMEBOL Libertadores als de UEFA Champions League wist te winnen.

## Erelijst
Palmeiras
- Campeonato Paulista: 1996, 1998
- Copa do Brasil: 1998
- Copa Mercosur: 1998
- CONMEBOL Libertadores: 1999
- Torneio Rio-São Paulo: 2000

 AC Milan
- UEFA Champions League: 2002/03
- Coppa Italia: 2002/03

 Brazilië
- FIFA WK: 2002
- FIFA Confederations Cup: 2005